# 亀石倫子
亀石 倫子（かめいし みちこ、1974年〈昭和49年〉6月22日 - ）は、日本の弁護士。「LEDGE」代表。

## 来歴・人物
北海道小樽市生まれ。北海道小樽潮陵高等学校卒業。1997年、東京女子大学文理学部英米文学科卒業後、NTTドコモ北海道に入社。2000年12月、同僚との結婚を機に退職。夫の勤務する大阪府に移った。
2005年、大阪市立大学法科大学院入学。2008年、司法試験合格。2009年（平成21年）、大阪弁護士会に弁護士登録（新62期）。2016年、「法律事務所エクラうめだ」を開設。
2014年、クラブで客にダンスをさせる営業をめぐる風営法違反事件を担当。この事件は2016年、最高裁判所で無罪が確定した。
2017年、裁判所の令状がないにもかかわらずGPS（全地球測位システム）を使った警察の捜査について最高裁判所が違法とした刑事裁判で主任弁護人を務めた。同判決を「違法捜査を抑止する上で画期的な判断」と表現している。2017年時点において、コメンテーターとしてテレビの情報ワイド番組に多数出演している。
2019年7月の参議院議員選挙で、立憲民主党公認で大阪府選挙区（改選数4）から立候補した。投開票の結果356,177票獲得したが、6位で落選した。その後、立憲民主党を離党していることを明らかにしている。
2021年6月16日、裁判官訴追委員会は、岡口基一裁判官が行ったSNSの投稿をめぐり、岡口の罷免を求めて裁判官弾劾裁判所への訴追を行うと決定した。同年7月29日、岡口の職務停止が決定。亀石、社会学者の千田有紀ら5人は、弁護団をサポートするためのクラウドファンディングをCALL4を通じて立ち上げた。寄付は2023年7月時点で目標額の100万円を突破した。
同年7月10日、一般社団法人「NO YOUTH NO JAPAN」代表理事の能條桃子ら19〜25歳の男女6人が、選挙に立候補できる年齢が25歳以上か30歳以上に制限されているのは、国民主権などを定める憲法に反するとして、次回統一地方選で被選挙権が行使できることの確認や1人10万円の賠償を国に求め、東京地裁に提訴した。主任弁護士は戸田善恭。亀石も弁護団に加わった。同日、戸田、亀石、CALL4代表の谷口太規らは公共訴訟を主体的に担うプロジェクト「LEDGE」を立ち上げた。代表には亀石が就任した。「LEDGE」は第1号ケースとして、当該訴訟をサポートすると発表した。

## 過去の担当事件
- GPS捜査訴訟 - 主任弁護人
- 風営法ダンス営業規制違反被告事件 - 一審（地裁）・控訴審（高裁）・上告審（最高裁）とも無罪で確定
- タトゥー彫師医師法違反被告事件 - 一審（地裁）で有罪・控訴審（高裁）で逆転無罪・検察の上告も棄却され無罪確定。
- 立候補年齢引き下げ訴訟[24]

## 出演
- サンデーモーニング（TBSテレビ　不定期）
- 報道ランナー（関西テレビ（カンテレ）で平日夕方に放送のニュース・情報ワイド番組。火曜日に不定期で出演）
- ウラのウラまで浦川です（朝日放送ラジオ、2020年10月7日 - 2023年3月22日） - 水曜パートナー
- ポリタスTV（YouTube、2020年9月24日、2021年1月22日）

## 著書
- 刑事弁護人 (講談社現代新書、2019年6月19日)

## 政策
- 選択的夫婦別姓導入に「賛成」としている[25]
- 同性婚について「賛成」としている[25]
- 漫画、アニメ、ゲーム等の表現規制について「反対」としている[26]。